# Jesse Curran
Jesse Curran (Burnie, 16 luglio 1996) è un calciatore australiano naturalizzato filippino, centrocampista del Ratchaburi e della nazionale filippina.

## Carriera

### Club
Ha giocato nella massima serie scozzese e in quella thailandese.
Cresciuto calcisticamente nel Devonport City, nel Blacktown City e successivamente nei Central Coast Mariners, Curran si trasferisce in Scozia, entrando nel settore giovanile del Dundee. Dopo alcune esperienze in prestito al Montrose e all'East Fife, torna al Dundee dove colleziona 42 presenze e una rete tra il 2017 e il 2019. In seguito si trasferisce in Thailandia, militando in squadre come il Muangthong United, Udon Thani, Nakhon Ratchasima e BG Pathum United. Dopo una breve parentesi con il Kaya-Iloilo nelle Filippine, gioca anche per il Chonburi e, dal 2023, per il Ratchaburi.

### Nazionale
Nel 2022 ha esordito in nazionale collezionando 7 presenze con la nazionale di calcio delle Filippine.